# Durhamský hrad
Durhamský hrad je normanský hrad ve městě Durhamu v Anglii, ve kterém sídlí od roku 1840 Durhamská univerzita. Je otevřený veřejným prohlídkám, ale jen s průvodci, jelikož budova je stále používána přibližně 100 studenty. Hrad stojí na kopci nad řekou Wear na Durhamském poloostrově naproti Durhamské katedrále.